# Затон (Омская область)
Затон — деревня в Усть-Ишимском районе Омской области. Входит в состав Большетебендинского сельского поселения.

## История
Основана в 1718 г. В 1926 году состояла из 20 хозяйств, основное население — русские. В составе Новодеревенского сельсовета Усть-Ишимского района Тарского округа Сибирского края.

## Население
| 1926 | 2010 |
| ---- | ---- |
| 114  | ↘3   |